# ソウ2
『ソウ2』（SAW II）は、2005年に公開されたアメリカ・カナダ映画。『ソウ』シリーズの2作目。日本ではR15+指定。

## 概要
猟奇殺人鬼によって、毒ガスが充満しつつある館に閉じ込められた8人の男女を主軸に展開するソリッドシチュエーション映画。
前作で監督を務めたジェームズ・ワンは製作総指揮に回り、主にミュージック・ビデオやCMの制作に携わってきたダーレン・リン・バウズマンが新たに監督として起用された。本作の脚本はバウズマンによるオリジナルのホラー映画『The Desperate』の脚本をリー・ワネルと共に『ソウ』の続編としてリライトする形で作成された。

## ストーリー
タレこみ屋のマイケルは薄暗い部屋で椅子に座った状態で目が覚めた。首にはワイヤーが外れると時限式で閉じて頭を潰す装置が取り付けられていた。
解除する鍵は自分の右目に埋め込まれていることを知ったマイケルはパニックになりワイヤーを引き装置を作動させた。足元にあった工具箱からメスを取り出し鍵を取り出そうとするが失敗する。
後日、マイケルの遺体が発見され現場にエリックが向い体に刻まれたジグソウのマークを確認。現場の天井には「LOOK CLOSER DETECTIVE MATHEWS(マシューズ刑事、近くで見て)」と言うメッセージがあった。
夜、エリックのフラッシュバックからジグソウのアトリエを突き止めた。突入した捜査官3名が負傷。ジョンは車椅子に座った状態で拘束された。
出口の無い洋館に閉じ込められた8人の男女がジグソウのゲームに臨んでいた。ドアの向こうから時計の針のような音が聞こえた。最後に目覚めたアマンダは何かを探すように部屋をあさり始めるとレンガの中から出てきたカセットテープを再生し、一同は状況を把握。
遅効性の毒ガスが館内をめぐっていく極限の中で、ゲームに勝ち抜き、2時間以内に解毒剤入り注射器を手に入れなければ、ドアが開くまで生きられないというルール。
カセットテープと一緒に出てきた一枚のメモと鍵。メモには「この鍵は使うな」と書かれていたが、アマンダの忠告を無視したザビエルとガスは鍵を回すと、仕掛けられていた拳銃が発砲。のぞき穴を覗いていたガスが死亡。
時間が来て扉が開き、一同は部屋の外にでた。
同時に、エリックはジョンから「ふたりで話がしたい」と誘い、時間まで座って話をするだけというゲームを持ちかける。
ローラはふたつめの扉を見つけた。中は地下に繋がっているようで一同が降りていくと、一体の人形があり、人形の胸にはオビ宛の封筒が刺さっており中にはカセットテープがあった。再生すると、オビがみんなを拉致したこと、焼却炉にある2本の解毒剤を取ってくるというゲームの説明がされた。
オビは焼却炉に入ると1本の解毒剤を手にした。続けて2本目に手をかけ引っ張ったところ、焼却炉の扉が閉じて火がついた。焼却炉の扉は開けることが出来ずにオビは焼死し、解毒剤は得られなかった。
ローラは徐々に毒ガスに侵されていき、ダニエルは元気づける。ジョナスはドアを見つけたが、鍵はかかっていないが開けられなかった。ザビエルがドアをこじ開けると、タイマーが作動。部屋にはザビエル宛の封筒がありカセットテープを再生すると、大量の使用済みの注射器の中から外への扉の鍵を見つけるというゲームだった。しかし、ザビエルはアマンダを放り込み探させて鍵を見つけることは出来たが、時間切れとなり扉は閉ざされた。この事でザビエルはみんなと対立し、ひとりで行動することにした。ザビエルは最初の部屋に戻ると、倒れているガスの遺体の項に書かれている数字に気づき、直後に現れたジョナスに協力を持ちかけられたが断り、ふたりは乱闘の末、ジョナスはザビエルに背後から釘バッドで頭を殴られ死亡。ザビエルはジョナスの数字も手に入れた。その後ローラは倒れ、「X」の亀裂が入った壁にかけられた額を見つけた後、毒ガスがまわり痙攣し死亡。額縁からダニエルとエリックが写った写真が出てきて、アマンダとアディソンはふたりが親子だと知った。
実は、参加者の7人は、かつてエリックが証拠をでっち上げ逮捕した人物だった。
ザビエルはローラの数字も手に入れた後、写真を見つけ事実を悟った。
ザビエルから逃げ回る中、アマンダとダニエルが逃げ回るのをモニターで見ていたエリックは頭に血が登り、ジョンに暴力を振るう。
別行動をしていたアディソンはある部屋で天井から吊るされた水槽に解毒剤があるのを見つけた。手を入れるが、解毒剤は固定されており、手にすることは出来なかった。さらに、両手を入れた穴は剃刀が仕掛けられており、引き抜こうとするとくい込む仕掛けだった。両腕が抜けない状態で助けを呼ぶが、ザビエルに見つかる。ザビエルはアディソンの数字も手に入れると、アディソンを放置し部屋をでていった。
ジョンはエリックに「ゲームオーバーだ。家に案内する」といってエリックをダニエルが監禁されているであろう場所まで案内をした。
ザビエルは最初の部屋に逃げ込んだアマンダとダニエルを捕まえるためドアを破ったが、一足先に、金庫の下に隠し扉があるのに気づいたアマンダはダニエルとそこへ逃げ込む。しかし、直ぐに来たザビエルは奥へ逃げていくふたりを追いかける。アマンダとダニエルは最奥の部屋に飛び込んだ。ザビエルも飛び込むと、「(ダニエルは)もう死んでる」とアマンダから告げられた。ザビエルは「首の番号を知りたいだけだ」と言うが、アマンダが「自分の番号は知らないでしょう」と言うと、持っていたナイフで自分のうなじを削ぎ落とした。直後、アマンダに襲いかかろうとしたザビエルをダニエルがナイフを奪い首を切り殺害した。
屋敷へついたエリックは、金庫下の隠し扉の中に入り、再奥の部屋にたどり着いた。しかし、浴槽から現れた豚のマスクを被った人物に襲われ、意識を失う。次に目を覚ました時に足は鎖に繋がれて、手元にはカセットテープがあり、再生するとアマンダの声でこれまでの事が語られていた。
実は、エリックがジョンの元に着いた時には既にダニエルたちのゲームは終わっていて、エリックが見ていたモニターは録画だった。アマンダはジョンに感化され、協力者になっていた。
ジョンの部屋にあったタイマーの時間が来た時、部屋にあった金庫が開くと、中には酸素マスクを付けられたダニエルの姿があった。
アマンダはエリックの前に姿を表すと、「ゲームオーバー」と言い、扉を閉める。
エリックを罠に嵌めたジョンは車の中で不気味な笑みを浮かべた。

## キャスト

### 殺人鬼
ジグソウ / ジョン・クレイマー
演 - トビン・ベル、日本語吹替 - 石田太郎
連続猟奇殺人犯とされる男。序盤で警察やSWATに見つかってしまうも、エリックの息子・ダニエルをゲームにかけていることを材料にしてエリックとのゲームを開始する。彼の過去が明らかになる。

### 警察
エリック・マシューズ
演 - ドニー・ウォルバーグ、日本語吹替 - 山路和弘
気性の荒い刑事でダニエルの実の父。妻と離婚している。ケリーと共にジグソウ事件の調査を行い、アジトでジグソウ（＝ジョン）を拘束する。しかし、息子のダニエルがゲームに参加していたことを知り、ダニエル救出の為にジョンと「ただ2時間会話をするだけ」というゲームをする。
過去にありもしない証拠をでっち上げて容疑者を逮捕したり、丸腰の犯人を射殺したりするなどの悪徳警官であった。その為か、内務調査課に目をつけられている。ダニエルを除く今作のゲーム参加者達もエリックに証拠をねつ造されて逮捕されていた。
アリソン・ケリー
演 - ディナ・メイヤー、日本語吹替 - 富本牧子
殺人鬼ジグソウを追い続ける調査官。エリックの同僚で1作目ではタップ刑事とシン刑事の3人で調査していた。誰よりもジグソウの特性を理解し、冷静に事件に挑んでいるがダニエルをゲームに掛けられている事で焦りを募らせるエリックやリッグと衝突する。
ダニエル・リッグ
演 - リリク・ベント、日本語吹替 - 谷昌樹
SWAT隊長でたたき上げの黒人警官。エリックとケリーの同僚。常に隊員を引率し全力で調査に携わっている。

### ゲーム参加者
アマンダ・ヤング
演 - ショウニー・スミス、日本語吹替 - 藤貴子
薬物中毒者でジグソウ事件に巻き込まれ、逆トラバサミヘッドギアのゲームから生き延びた女性。生還後ジグソウから命の大切さを学んで更生するが、事件のトラウマからリストカットをしてしまい、命の大切さを忘れたことによりダニエルらとともに監禁され、2度目のゲームに参加することになる。
元々は薬物中毒者ではなかったが、エリックに証拠をでっち上げられ、麻薬所持容疑で逮捕されたことで精神を病み、本当に薬物中毒者になってしまった。
今回のゲームの生存者であり、ジグソウの協力者。
ダニエル・マシューズ
演 - エリック・ナドセン、日本語吹替 - 平川大輔
エリックの息子。窃盗を働き警察に捕まりエリックに解放してもらうが、口喧嘩になる。
エリックの息子及び窃盗などの補導歴によりゲームに参加させられた。生存者。
ザビエル・チャベス
演 - フランキー・G、日本語吹替 - 乃村健次
麻薬ディーラー。巨漢な男性。肉体派で全て力で捻じ伏せようとする人物。言葉は下品で男尊女卑な考えを持ち、特に売春婦のアディソンをバカにしている。
ダニエルに首を切られ死亡。
アディソン・コーデイ
演 - エマニュエル・ヴォージア、日本語吹替 - 岡寛恵
売春婦で若い女性。自己主張が激しく他人とすぐぶつかってしまう。自分を見下すザビエルと折り合いが悪いが、ローラ、アマンダ、ダニエルには比較的優しい。
ジグソウの罠にかかり動けなくなったため、死亡シーンはないが、毒ガスにより、まもなく死亡したと思われる。
ジョナス・シンガー
演 - グレン・プラマー、日本語吹替 - 辻親八
ギャングの一員。黒人男性。一番冷静であり脱出のためメンバーに協調性を求める。
ザビエルに釘バットで殴られ死亡。
オビ・テイト
演 - ティム・バード、日本語吹替 - 彩乃木崇之
放火犯・詐欺師で無口な男。根暗な性格をしており一匹狼。不気味な風貌からゲーム参加者に距離を置かれている。「ソウ3」ではジョンの回想に通行人として登場。
ジグソウのゲームにより焼却炉に閉じ込められ焼死。
ローラ・ハンター
演 - ビヴァリー・ミッチェル、日本語吹替 - 加納千秋
盗癖者。金髪女性。学生と思われる発言をしている。大人しく、身体的にも精神的にも弱い人物。ローラ、アマンダ、ダニエルと行動を共にする。
毒ガスで時間より早く死亡。
ガス
演 - トニー・ナッポ、日本語吹替 - 宇垣秀成
横領・薬物厚生施設の患者。中年男性。おどおどした性格。
最初の扉に仕掛けられた拳銃に撃たれ死亡。

### その他の関係者
マイケル・マークス
演 - ノーム・ジェンキンス、日本語吹替 - 不明
冒頭のゲーム参加者。タレこみ屋。エリックによく情報を提供してた。
装置を解除する鍵は右目の中に隠されていた。時間内に取り出すことができず、装置が閉じて死亡。
アダム・フォークナー
演 - リー・ワネル、日本語吹替 - 平田広明
1作目のゲーム参加者。元刑事タップの依頼でローレンス・ゴードンを調査していた。終盤、バスルームでミイラ化した状態で登場する。声は1作目のものを流用している。
ゼップ・ヒンドル
演 - マイケル・エマーソン、日本語吹替 - 牛山茂
1作目のゲーム参加者。アダム同様、ミイラ化した状態で登場する。声も1作目のものを流用している。
ローレンス・ゴードン
演 - ケイリー・エルウィス、日本語吹替 - 大塚芳忠
1作目のゲーム参加者。前回右足を切断してバスルームから脱出したが生死は不明。ジョンの回想シーンにて病院の診察室のネームプレートに書かれた名前のみ登場。

## ポスター回収騒動
切断された二本の指をあしらったポスターが過激すぎるとMPAAから通告があり、制作・配給のライオンズ・ゲート・フィルムは全米の映画館からポスターを自主回収。それに伴い、公式サイトのデザインも一部修正されることになった。

## その他
- 撮影はわずか25日間で終了した（前作は18日間）。
- ゲームに使用された毒ガスはサリンであることが示唆されている。「"Tokyo Subway Attack（東京地下鉄テロ攻撃）"で使用した毒ガス」と地下鉄サリン事件を示す台詞があるが、日本語版では吹き替え・字幕にも登場しない。ただし、サリンは体中から出血するなどの毒性は示さない。